# Магнитная наноструктура
Магнитная наноструктура (англ. magnetic nanostructure) — искусственная гетероструктура, обладающая гигантским или туннельным магнетосопротивлением и представляющая собой многослойную плёнку из чередующихся слоёв ферромагнитного и немагнитного материала.

## Описание
Например, в наноструктуре Co–Ni–Cu/Cu чередуются ферромагнитный слой Co–Ni–Cu и немагнитный слой Cu. Слои имеют толщину порядка длины свободного пробега электрона, то есть несколько нанометров. Варьируя напряжённость приложенного внешнего магнитного поля от нуля до некоторой величины, можно так изменять магнитную конфигурацию многослойной наноструктуры, что электрическое сопротивление будет меняться в очень широких пределах. В наноструктуре Co–Ni–Cu/Cu наибольшая величина гигантского магнетосопротивления получена для слоев Cu толщиной около 0,7 нм. Магнитные наноструктуры могут использоваться как детекторы магнитного поля.